# Tre Cime Monte Bondone
Tre Cime Monte Bondone este o arie protejată (arie specială de conservare — SAC, sit de importanță comunitară — SCI) din Italia întinsă pe o suprafață de 223 ha, integral pe uscat.

## Localizare
Centrul sitului Tre Cime Monte Bondone este situat la coordonatele 46°00′06″N 11°02′14″E / 46.001667°N 11.037222°E.

## Înființare
Situl Tre Cime Monte Bondone a fost declarat sit de importanță comunitară în iunie 1995 pentru a proteja 1 specie de plante și 36 de specii de animale. Situl a fost protejat și ca arie specială de conservare în martie 2014.

## Biodiversitate
Situată în ecoregiunea alpină, aria protejată conține 10 habitate naturale: Pajiști alpine și subalpine calcaroase, Tufărișuri cu Pinus mugo și Rhododendron hirsutum (Mugo-Rhododendretum hirsuti), Liziere de ierburi înalte hidrofile de câmpie și de nivel montan până la alpin, Păduri de fag Asperulo-Fagetum, Pajiști alpine și boreale, Pante stâncoase calcaroase cu vegetație casmofită, Formațiuni ierboase bogate în specii de Nardus, dezvoltate pe substraturi silicioase în zone montane (și în zone submontane, în Europa continentală), Păduri acidofile de Picea de la nivel montan la nivel alpin (Vaccinio-Piceetea), Grohotișuri calcaroase și de șisturi calcaroase de la nivelul montan până la nivelul alpin (Thlaspietea rotundifolii), Păduri ilirice de Fagus sylvatica (Aremonio-Fagion).
La baza desemnării sitului se află mai multe specii protejate:
- plante (1): papucul doamnei (Cypripedium calceolus)
- păsări (36): potârnichea de stâncă (Alectoris graeca saxatilis), fâsă de pădure (Anthus trivialis), acvilă de munte (Aquila chrysaetos), cocoșul de mesteacăn (Bonasa bonasia), caprimulg (Caprimulgus europaeus), erete de stuf (Circus aeruginosus), erete vânăt (Circus cyaneus), erete cenușiu (Circus pygargus), prepeliță (Coturnix coturnix), cristeiul de câmp (Crex crex), lăstun de casă (Delichon urbicum), ciocănitoare neagră (Dryocopus martius), presură de grădină (Emberiza hortulana), Eudromias morinellus, șoimul rândunelelor (Falco subbuteo), muscar-gulerat (Ficedula albicollis), muscar negru (Ficedula hypoleuca), ciuvică (Glaucidium passerinum), rândunică (Hirundo rustica), capîntortură (Jynx torquilla), sfrâncioc roșiatic (Lanius collurio), Locustella naevia, Lyrurus tetrix tetrix, gaia neagră (Milvus migrans), cinghiță alpină (Montifringilla nivalis), codobatura galbenă (Motacilla flava), pietrar sur (Oenanthe oenanthe), viespar (Pernis apivorus), codroșul de pădure (Phoenicurus phoenicurus), pitulice sfârâitoare (Phylloscopus sibilatrix), pitulice-fluierătoare (Phylloscopus trochilus), ciocănitoare verzuie (Picus canus), mărăcinar (Saxicola rubetra), silvie de zăvoi (Sylvia borin), silvie-mică (Sylvia curruca), fluturașul de stâncă (Tichodroma muraria)

Pe lângă speciile protejate, pe teritoriul sitului au mai fost identificate 30 de specii de plante, 1 specie de păsări, 12 specii de mamifere, 2 specii de nevertebrate, 1 specie de reptile.